# Podmosta decepta
Podmosta decepta är en bäcksländeart som först beskrevs av Theodore Henry Frison 1942.  Podmosta decepta ingår i släktet Podmosta och familjen kryssbäcksländor. Inga underarter finns listade i Catalogue of Life.